# Tyramine
Tyramine is een primair amine dat in de natuur voorkomt in vele planten en dieren. Het is een biogeen amine, dat in het organisme ontstaat door de decarboxylering van het aminozuur tyrosine onder invloed van het enzym tyrosine decarboxylase.
In voedingswaren wordt het gevormd door de afbraak van tyrosine tijdens fermentatieprocessen en ook door bederf. Men treft het onder meer aan in vele gerijpte kaassoorten, rode wijn, chocolade, zuurkool, sojabereidingen en sommige charcuterie.
Tyramine is een onrechtstreeks sympathicomimeticum. Het wordt in het lichaam snel afgebroken door monoamine-oxidase (MAO), zodat het normaal gesproken geen effect heeft. Wanneer dit niet het geval is - meer bepaald bij personen die MAO-remmers gebruiken, kan het zogenaamde "kaassyndroom" optreden, gekenmerkt door plotse stijging van de bloeddruk en daarbij gepaard gaande stekende hoofdpijn. In extreme gevallen kan dit zelfs fataal zijn. Overigens is het kaassyndroom niet uitsluitend verbonden aan het eten van kaas maar ook van andere voedingswaren die veel tyrosine bevatten. Nieuwe selectieve en reversibele MAO-remmers (MAO-A remmers en MAO-B remmers) hebben een verminderd risico.
Bij personen die gevoelig zijn voor tyrosine kan het hoofdpijn en migraine uitlokken. Het kan ook de oorzaak zijn van een voedselallergie.